# Kyselina boritá
Kyselina boritá je anorganická kyselina o složení H3BO3.
Čistá kyselina boritá je bílá krystalická látka, která se rozkládá při teplotě 169 °C. Ve vodných roztocích se chová jako mimořádně slabá kyselina o pKa = 9,0. Vytváří soli – boritany, ve kterých vystupuje vždy pouze jako jednosytná kyselina.
Její zředěné vodné roztoky (obvykle 2 až 3% roztok) se používají v očním lékařství pod označením borová voda (Acidi borici solutio 3%, Aqua borica, Borová voda (3%), Solutio acidi borici 3%, Acidum boricum solutum) nebo umělé slzy.
Soli kyseliny borité s alkalickými kovy nacházejí uplatnění při impregnaci dřeva proti plísním, houbám a hnilobám. Ošetření dřeva kyselinou boritou zároveň snižuje jeho hořlavost a tím možnost vzniku požáru v budovách.
Kyselina boritá i její soli odpuzují nepříjemný hmyz jako mravence, šváby apod., a slouží proto jako součást insekticidů.
Kyselina boritá barví plamen intenzivně zeleně, a je proto součástí různých pyrotechnických směsí pro ohňostroje a podobné aplikace. Tato reakce zároveň slouží jako důkaz výskytu boru v analytické chemii.
Bor velmi dobře absorbuje neutrony. Kyselina boritá se proto dávkuje do chladiva primárního okruhu tlakovodních jaderných reaktorů, kde slouží k řízení výkonu jaderného reaktoru. Promícháváním chladiva v reaktoru se koncentrace kyseliny borité vyrovnává v celém objemu, a tedy i v celém objemu stejnou měrou reguluje štěpnou řetězovou reakci. Proto se regulace H3BO3 používá během normálního provozu k regulaci výkonu reaktoru.

## Bezpečnost
Kyselina boritá byla agenturou ECHA zařazena na seznam látek vzbuzujících mimořádné obavy, a to jako látka toxická pro reprodukci.